# Denis Chemillier-Gendreau
Pour les articles homonymes, voir Chemillier-Gendreau.
Denis Chemillier-Gendreau, né le 25 août 1965, est un expert international en finance, spécialisé  dans les problématiques de protection sociale, d'assurance et de banque dans les pays émergents. Il préside le Groupe FINACTU, qu'il a fondé.[réf. nécessaire]

## Formation et parcours professionnel
Denis Chemillier-Gendreau est diplômé de l’École nationale de la statistique et de l'administration économique (ENSAE) et titulaire d’une maîtrise d’économie de l’Université Panthéon-Sorbonne et d’une licence de droit des affaires de la même université.
Il a commencé sa carrière comme économiste à la Compagnie bancaire, holding originale dans le paysage financier français, qui supervisait un ensemble cohérent de filiales spécialisées comme Cardif, Cortal, UCB ou Cetelem. Il est ensuite devenu responsable des études économiques de cette institution (1992-1993), notamment chargé du lobbying. Combinant ses activités professionnelles avec des fonctions d'enseignant en économie à l'Université Paris-Dauphine, il publie en 1993 La Micro économie appliquée à la banque , ouvrage dans lequel il étudie les effets pervers des réglementations bancaires françaises. En 1993, il est appelé au sein de l’Assemblée nationale en tant expert auprès du président de la Commission des Finances (Jacques Barrot), qui devient ensuite Ministre des affaires sociales et du travail. Il a notamment participé aux tentatives pour mettre en place une législation sur les retraites par capitalisation. Il participe, du côté du Parlement, à l'une des réformes des régimes de retraite par répartition (réforme AGIRC). En 1995, il rejoint la banque d’affaires Paribas (devenue BNP Paribas à la suite du rachat par la BNP en 2000), au sein de laquelle il a constitué et dirigé le pôle « Assurances et Fonds de pension », rattaché à Paribas Asset Management. Il a aussi été vice-président et directeur général de Generial, filiale de Paribas dédiée à ces métiers.
Dès 1998, Denis Chemillier-Gendreau a travaillé pour des institutions internationales chargées d’initier ou de conduire des réformes dans les pays émergents : Banque mondiale, Union européenne, Banque africaine de développement, FMI, etc., essentiellement dans le domaine de la finance et de la protection sociale, où son expertise est sollicitée pour accompagner les Ministères des finances dans différents programmes de réforme et de modernisation. Au début des années 2000, il a créé ACTUARIA, cabinet d’actuaires conseils spécialisé dans les problématiques d’assurance, de protection sociale et de finance dans les pays émergents. En 2012, ACTUARIA est devenu FINACTU avec l’arrivée de Géraldine Mermoux comme Directrice Générale Associée. FINACTU est aujourd'hui l'un des leaders du conseil en Afrique.
Denis Chemillier-Gendreau a été, de 2007 à 2013, vice-président de Continental Reinsurance plc, premier réassureur privé du Nigeria et administrateur exécutif de la Générale d’assurance méditerranéenne (GAM), première compagnie d’assurance privée à capitaux occidentaux en Algérie. Il est administrateur de diverses institutions financières sur le continent africain.
Denis Chemillier-Gendreau est officier de l'ordre national du Mérite de la République gabonaise.
Denis Chemillier-Gendreau est le président-directeur général de la SOGADOTRA (Société gabonaise des documents de transport) qui détient la concession pour les permis de conduire et les certificats d'immatriculation de véhicules au Gabon.
Depuis 2012, Denis Chemillier-Gendreau est président de la holding du Groupe FINACTU à Dubaï.

## Activités en tant que professeur de finance
Denis Chemillier-Gendreau a enseigné l'économie à HEC (à Jouy-en-Josas) et à l'ISA (groupe HEC, France). Il a dispensé un cours sur les fonds de pension à l'ENSAE. Enfin, en 1999, il a été nommé professeur associé à l'université d'Évry, chargé d'y développer un DEA spécialisé sur la gestion des risques et des actifs. Il a publié divers articles dans des revues ou journaux comme  Revue française d'économie, Le Monde,, Le Figaro ou Les Échos sur les problématiques de réglementation des activités financières ou sur les problèmes de retraite.

## Publications
- La Micro-économie appliquée à la banque, préfacé par François HENROT, président de la Compagnie bancaire, éd. Economica, 1994.  (ISBN 978-2717825671).
- L’Assurance responsabilité civile dans les pays en développement, éd. de la Banque mondiale, 2009.